# Артёмовка (Печенежский район)
Артёмовка (укр. Артемівка) — село, Артёмовский сельский совет, Печенежский район, Харьковская область.
Код КОАТУУ — 6324680501. Население по переписи 2001 года составляло 1304 (607/697 м/ж) человека.
Являлось административным центром Артёмовского сельского совета, в который не входили другие населённые пункты.

## Географическое положение
Село Артёмовка находится на берегу реки Гнилица, недалеко от места впадения её в Печенежское водохранилище;
выше по течению на расстоянии в 3 км расположено село Аркушино (Великобурлукский район).
Рядом проходит автомобильная дорога Т-2111.

## История
- 1702 — дата основания.
- В 1976 году в селе были 630 дворов с населением 1950 человек.[1]
- В 1977 году село входило в Чугуевский район Харьковской области.[1]
- При СССР в селе был построен и действовал совхоз «Артёмовский» овоще-молочного направления, в котором были 6 600 га земельных угодий, в том числе 6 300 га пашни; 88 тракторов, 28 комбайнов, 46 грузовых, 6 легковых, 8 спецмашин, механизированная молочно-товарная ферма на 1200 взрослых коров и много молодняка.[1]

## Экономика
- ООО «Артёмовка».

## Достопримечательности
- Братская могила советских воинов РККА. Похоронены 193 павших воина.